# Bildstock (Aschach, Ringstraße 1)

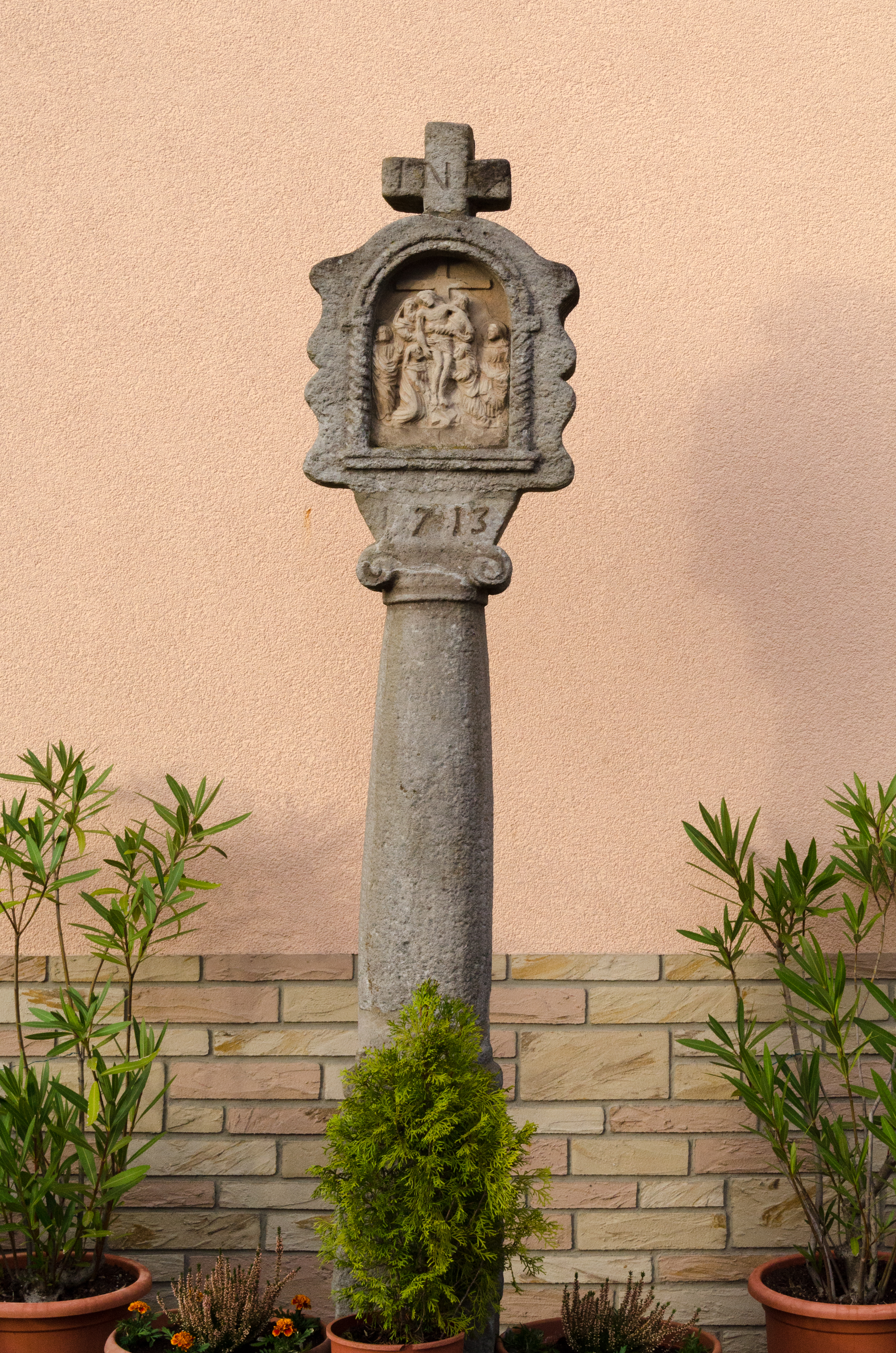
Bildstock, Aschach, Ringstraße 1

Der Kreuzdachbildstock Ringstraße 1 ist ein Flurdenkmal in Aschach, einem Ortsteil des Marktes Bad Bocklet im unterfränkischen Landkreis Bad Kissingen und befindet sich in der Ringstraße 1. Der Bildstock gehört zu den Baudenkmälern von Bad Bocklet und ist unter der Nummer D-6-72-112-29 in der Bayerischen Denkmalliste registriert.

## Beschreibung
Der Bildstock ist 240 cm hoch, besteht aus grauem Sandstein und entstand im Jahr 1713. Im Jahr 1970 wurde er nach einem Unfall durch Bildhauer Ludwig Bauer erneuert.
Auf einem Mühlradfundament mit einem Durchmesser von 88 cm steht ein 54 cm hoher prismatischer Sockel mit den Abmessungen 24 cm × 28 cm und ein 86 cm hoher, konischer Schaft mit einem Durchmesser von unten 27 cm und oben 18 cm mit einer Basiswulst von 6 cm und ionischem Kapitell. Darauf steht ein 8 cm hoher, pyramidenstumpfförmiger Tafelträger mit der Jahreszahl „1713“. Ein barocker, gerahmter Tafelrahmen mit einem Rundbogen oben ist vorhanden. Der Nischenrahmen besteht aus gedrehten Säulen mit Rundbogenabschluss. Die 87 cm hohe Tafel ist 49 cm breit und 18 cm tief. In der Bildnische ist eine Kreuzabnahme im Relief zu sehen. Die Bekrönung besteht aus einem 23 cm hohen, 18 cm breiten und 7 cm tiefen Kreuz.
Auf der Rückseite der Tafel ist ein Kleeblattkreuz auf einem Herz zu sehen. Am Schaft steht links „17“ und rechts „13“. Beim Herz steht links „P“ und rechts „R“.
Die Sockelzier besteht aus:
a) links einem Vierherzblatt mit Diagonalkreuz

b) vorne einer Herzblume, aus der auseinandergehende Blätter und eine stilisierte Blüter hervorgehen

c) rechts einer Sternblume im Kreis

Der ursprüngliche Kreuzdachhausbildstock erhielt einen Tafelaufsatz „1713“.